# Paral·lel 20° nord

A Àfrica, la línia del paral·lel defineix una part de la frontera entre Sudan i Líbia.

El paral·lel 20° nord és un cercle de latitud que és de 20 graus nord de l'Equador de la Terra. Travessa Àfrica, Àsia, l'oceà Índic, Oceà Pacífic, Amèrica del Nord, el Carib i l'oceà Atlàntic.
El paral·lel defineix part de la frontera entre Sudan i Líbia, i dins del Sudan defineix la frontera entre els estats Nord i Shamal Darfur. En el sistema geodèsic WGS84, al nivell de 20° de latitud nord, un grau de longitud equival a 104,647 km; la longitud total del paral·lel és de 37.673 km, dels quala al voltan del 94,0% són a l'equinocci. S'hi troba a 2.212 km i del pol Nord a 7790 km. Igual que tots els altres paral·lels a part de l'equador, el paral·lel 20° nord no és un cercle màxim i no és la distància més curta entre dos punts, fins i tot si són a la mateixa latitud. Per exemple, seguint el paral·lel, la distància recorreguda entre dos punts de longitud oposada és de 18.836 km; després d'un cercle màxim (que passa pel Pol Nord), només és de 155  km.
En aquesta latitud el sol és visible durant 13 hores, 21 minuts durant el solstici d'estiu i 10 hores, 55 minuts durant el solstici d'hivern.

## Al voltant del món
A partir del Meridià de Greenwich i cap a l'est, el paral·lel 20 ° nord passa per: 
| Coordenades                               | País. Territori o mar        | Notes |
| ----------------------------------------- | ---------------------------- | --- |
| 20° 0′ N, 0° 0′ E / 20.000°N,0.000°E      | Mali                         | |
| 20° 0′ N, 2° 43′ E / 20.000°N,2.717°E     | Algèria                      | |
| 20° 0′ N, 6° 27′ E / 20.000°N,6.450°E     | Níger                        | |
| 20° 0′ N, 15° 47′ E / 20.000°N,15.783°E   | Txad                         | |
| 20° 0′ N, 23° 3′ E / 20.000°N,23.050°E    | Líbia                        | |
| 20° 0′ N, 26° 0′ E / 20.000°N,26.000°E    | Frontera Líbia / Sudan       | |
| 20° 0′ N, 25° 0′ E / 20.000°N,25.000°E    | Sudan                        | El paral·lel defineix la frontera entre els estats de Nord i Shamal Darfur |
| 20° 0′ N, 37° 11′ E / 20.000°N,37.183°E   | Mar Roig                     | |
| 20° 0′ N, 40° 28′ E / 20.000°N,40.467°E   | Aràbia Saudita               | |
| 20° 0′ N, 55° 0′ E / 20.000°N,55.000°E    | Oman                         | |
| 20° 0′ N, 57° 48′ E / 20.000°N,57.800°E   | Oceà Índic                   | Mar d'Aràbia - Passa just al sud de Masira, Oman |
| 20° 0′ N, 72° 43′ E / 20.000°N,72.717°E   | Índia                        | Maharashtra Chhattisgarh Orissa Chhattisgarh Orissa |
| 20° 0′ N, 86° 23′ E / 20.000°N,86.383°E   | Oceà Índic                   | Golf de Bengala |
| 20° 0′ N, 92° 57′ E / 20.000°N,92.950°E   | Myanmar (Birmània)           | |
| 20° 0′ N, 99° 3′ E / 20.000°N,99.050°E    | Tailàndia                    | |
| 20° 0′ N, 100° 32′ E / 20.000°N,100.533°E | Laos                         | |
| 20° 0′ N, 104° 58′ E / 20.000°N,104.967°E | Vietnam                      | |
| 20° 0′ N, 106° 11′ E / 20.000°N,106.183°E | Mar de la Xina Meridional    | Golf de Tonquín |
| 20° 0′ N, 110° 8′ E / 20.000°N,110.133°E  | República Popular de la Xina | Illa de Hainan — Passa just al sud de Haikou |
| 20° 0′ N, 110° 56′ E / 20.000°N,110.933°E | Mar de la Xina Meridional    | |
| 20° 0′ N, 122° 0′ E / 20.000°N,122.000°E  | Oceà Pacífic                 | Mar de les Filipines · - Passa entre les illes Batanes i Babuyan Filipines · - Passa just al sud de les illes Maug, Illes Mariannes Septentrionals · en una part sense nom de l'Oceà |
| 20° 0′ N, 155° 50′ O / 20.000°N,155.833°O | Estats Units                 | Illa de Hawaii, Hawaii |
| 20° 0′ N, 155° 15′ O / 20.000°N,155.250°O | Oceà Pacífic                 | |
| 20° 0′ N, 105° 31′ O / 20.000°N,105.517°O | Mèxic                        | Jalisco Michoacán Guanajuato Querétaro Estat de Mèxic Hidalgo estat de Puebla Veracruz                                                                                               |
| 20° 0′ N, 96° 33′ O / 20.000°N,96.550°O   | Golf de Mèxic                | Golf de Campeche |
| 20° 0′ N, 90° 28′ O / 20.000°N,90.467°O   | Mèxic                        | Campeche Yucatán Quintana Roo |
| 20° 0′ N, 87° 28′ O / 20.000°N,87.467°O   | Mar del Carib                | |
| 20° 0′ N, 77° 38′ O / 20.000°N,77.633°O   | Cuba                         | |
| 20° 0′ N, 74° 52′ O / 20.000°N,74.867°O   | Mar del Carib                | Pas dels Vents |
| 20° 0′ N, 72° 43′ O / 20.000°N,72.717°O   | Haití                        | Illa de la Tortuga |
| 20° 0′ N, 74° 52′ O / 20.000°N,74.867°O   | Oceà Atlàntic                | Passa just al nord de l'illa d'Hispaniola, República Dominicana |
| 20° 0′ N, 16° 14′ O / 20.000°N,16.233°O   | Mauritània                   | |
| 20° 0′ N, 5° 59′ O / 20.000°N,5.983°O     | Mali                         | |